# Вятър
Вятърът представлява движение на въздушните маси от места с високо към места с ниско атмосферно налягане. При вятър въздухът се движи в две направления спрямо земята – хоризонтално и вертикално. В България ветровете са предимно хоризонтални поради географските особености на района.

## Причини
Първото известно научно описание на вятъра е направено през 17 век от италианския физик Еванджелиста Торичели, който казва:
... ветровете се предизвикват от разлики в температурата на въздуха, а оттам и на неговата плътност, в две различни области на земята.
Други сили, които причиняват ветровете или им влияят, са силата на баричния градиент, кориолисовата сила, плаваемостта и силата на триене. Когато съществува разлика в плътността между две съседни въздушни маси, въздухът се стреми да се премести от областите с по-високо налягане към областите с по-ниско налягане. Поради въртенето на планетата около нейната ос, въздушните потоци в области, достатъчно отдалечени от екватора и земната повърхност, са повлияни от кориолисовата сила. Триенето с повърхността на земята води до навлизане на ветровете по-навътре в зоните с ниско налягане.
В по-общ план двата основни фактора, определящи едромащабната атмосферна циркулация, са разликите в нагряването между екваториалните и полярните области и въртенето на Земята.
При анализа на ветрови профили ветровете се разглеждат в контекста на механично равновесие между физични сили. Такива модели се използват за изследване на уравненията за движение на атмосферата и за количествени оценки на хоризонталното и вертикално разпределение на ветровете. Геострофният вятър е компонента на вятъра, представляваща резултата от кориолисовата сила и силата на баричния градиент. Посоката му е успоредна на изобарите и при незначително триене съответства приблизително на теченията над атмосферния граничен слой при средни географски ширини. Термичният вятър е компонентата, дължаща се на хоризонтален температурен градиент или бароклинност. Компонентата на агеострофния вятър представлява разликата между действителния е геострофния вятър и предизвиква постепенното изчезване на циклоните с времето. Градиентният вятър е подобен на геострофния, но включва и центробежната сила.

## Характеристики и наблюдения
Системните наблюдения на вятъра обикновено отчитат двете основни характерни величини посока и скорост. В някои случаи се измерват и други характеристики, като вертикалното разпределение на ветровете в различните атмосферни слоеве. Това става с помощта на радиосонди или метеорологични балони, снабдени с различни уреди, които се издигат и извършват измервания на различни височини.
Данните от наблюденията на вятъра се използват за прогнозиране на времето за нуждите на въздухоплаването, мореплаването, земеделието.

### Посока
За посока на вятъра се приема посоката, от която той духа, като тя може да бъде определена с помощта на ветропоказател. Така например северният вятър духа от север на юг.
Посоката се определя по посоките на света и се означава с латински букви, както следва: N – север. S – юг, W – запад, E – изток. За главни са възприети посоките N и S. Междинните посоки североизток, северозапад, югоизток и югозапад се записват с 2 букви, първата от които е на главната посока, а именно NE, NW, SE, SW (подобно на българските названия). В първоразрядните метеорологични станции и обсерваториите е задължително посоката на вятъра да се записва за 16 посоки, като посоката между основните и междинните се записва с 3 букви. Примери:
- когато вятърът духа от посока между запад и северозапад, той се записва като „западно-северозападен“ със символите WNW.
- ако посоката на вятъра е между изток и югоизток, той следва да се запише като „източен-югоизточен“ със символите ESE

По отношение на променливостта в посоката на вятъра, метеорологът записва като допълнителна характеристика „променлив“ или „постоянен“. Оценката „променлив“ се дава ако по време на наблюдението вятъра постоянно, макар и в тесни граници, променя посоката си.

### Скорост
Скоростта на вятъра представлява пътя, изминат от въздушния поток за единица време и се измерва в m/сек. Като допълнителна характеристика на скоростта метеорологът записва „поривист“ или „равномерен“.
Измерванията на скоростта се извършват с помощта на ветромери (анемометри), които я отчитат пряко или непряко чрез скоростта на разпространение на ултразвукови сигнали. Друг тип анемометри използва тръби на Пито, като отчита разликата в налягането между вътрешна тръба и външна тръба, изложена на вятъра. Някои анемометри са с ръчно отчитане, а други – с автоматично (анемографи). Повечето ветромери са комбинирани с ветропоказатели за отчитане на посоката вятъра.
Обикновено скоростта на вятъра се регистрира на височина 10 m над терена, като се отчита стойности, усреднени за десетминутен интервал. В Съединените щати усредняването се прави върху интервал от 2 минути, а в Индия – от 3 минути. Тези разлики се отразяват върху съпоставимостта на данните. Така стойностите при интервал на усредняване от 1 минута са с около 14% по-високи от тези с интервал на усредняване 10 минути.
В широката практика може да стане нужда от безинструментно наблюдение върху посоката и скоростта на вятъра при полски условия, далече от метеорологична станция. Посоката на вятъра твърде лесно се определя по движението на леки предмети – дим, тревата, посевите. Скоростта на вятъра може да се определи приблизително по Скалата на Бофорт.
| Скала на Бофорт | Скала на Бофорт   | Скала на Бофорт   | Скала на Бофорт   | Скала на Бофорт   | Скала на Бофорт    | Скала на Бофорт     | Скала на Бофорт     | Скала на Бофорт                                                                                                  | Скала на Бофорт                                               |
| Степен          | Скорост на вятъра | Скорост на вятъра | Скорост на вятъра | Скорост на вятъра | Название на вятъра | Височина на вълните | Височина на вълните | Условия в морето                                                                                                 | Условия на сушата                                             |
| Степен          | m/s               | km/h              | kn                | mph               | Название на вятъра | m                   | ft                  | Условия в морето                                                                                                 | Условия на сушата                                             |
| --------------- | ----------------- | ----------------- | ----------------- | ----------------- | ------------------ | ------------------- | ------------------- | --- | ------------------------------------------------------------- |
| 0               | 0-0,2             | 0                 | 0                 | 0                 | щил                | 0                   | 0                   | спокойно, без вълни                                                                                              | тихо                                                          |
| 1               | 0,3-1,5           | 1-6               | 1-3               | 1-3               | тих вятър          | 0,1                 | 0,33                | бръчки по повърхността                                                                                           | вятърът може да раздвижи пушек                                |
| 2               | 1,6-3,3           | 7-11              | 4-6               | 4-7               | лек бриз           | 0,2                 | 0,66                | малки вълнички                                                                                                   | може да се усети по открита кожа                              |
| 3               | 3,4-5,4           | 12-19             | 7-10              | 8-12              | слаб вятър         | 0,6                 | 2                   | големи вълнички                                                                                                  | постоянно движение на листа и клонки                          |
| 4               | 5,5-7,9           | 20-29             | 11-16             | 13-18             | умерен вятър       | 1                   | 3,3                 | малки вълни | вятърът вдига прах и хартийки, клати малки клони              |
| 5               | 8,0-10,7          | 30-39             | 17-21             | 19-24             | полусилен вятър    | 2                   | 6,6                 | средно дълги (1,2 m) вълни, наличие на пяна и пръски                                                             | разклаща малки дръвчета                                       |
| 6               | 10,8-13,8         | 40-50             | 22-27             | 25-31             | силен вятър        | 3                   | 9,9                 | големи вълни с пяна по върховете и пръски                                                                        | клатене на големи клони, чадър трудно може да бъде удържан    |
| 7               | 13,9-17,1         | 51-62             | 28-33             | 32-38             | доста силен вятър  | 4                   | 13,1                | вълни в различни посоки, откъсват се парчета пяна                                                                | цели дървета се движат, трудно е да се ходи срещу вятъра      |
| 8               | 17,2-20,7         | 63-75             | 34-40             | 39-46             | много силен вятър  | 5,5                 | 18                  | средно високи вълни с чупещи се върхове и водовъртежи, ивици пяна                                                | чупи клонки от дърветата, отклонява коли от пътя              |
| 9               | 20,8-24,4         | 76-87             | 41-47             | 47-54             | щорм               | 7                   | 23                  | високи вълни, с гъста пяна, върховете на вълните се преобръщат, доста пръски                                     | леки повреди на сгради и съоръжения                           |
| 10              | 24,5-28,4         | 88-102            | 48-55             | 55-63             | силен щорм         | 9                   | 29,5                | много високи вълни, морската повърхност е побеляла, намалена видимост                                            | изкоренява дървета, значителни повреди на сгради и съоръжения |
| 11              | 28,5-32,6         | 103-117           | 56-63             | 64-72             | жесток щорм        | 11,5                | 37,7                | изключително високи вълни                                                                                        | множество повреди на сгради и съоръжения                      |
| 12              | >32,7             | >117              | >63               | >72               | ураган             | 14+                 | 46+                 | огромни вълни, морето е изцяло бяло и хвърля пръски, въздухът е пълен с пяна и пръски, силно ограничена видимост | множество масивни повреди на сгради и съоръжения              |

## Глобални ветрове
Земята може да се раздели на няколко области с характерни преобладаващи ветрове. Като цяло в полярните и тропичните зони преобладават източните ветрове, а в средните географски ширини – западните.

### Тропични области
Пасатите са преобладаващите ветрове в тропическите области. ВСеверното полукълбо те имат североизточна посока, а в Южното полукълбо – югоизточна. Пасатите играят основна роля в насочването на тропическите циклони, формирани над океаните, към континенталните области.
Мусоните са сезонни преобладаващи ветрове в някои тропически райони, като Южна и Източна Азия. Движението им към полюсите се усилва с понижаването на температурите над континенталните области на Азия, Африка и Северна Америка през май-юли и на Австралия през декември.

### Средни географски ширини
В средните географски ширини, между 35° и 65°, преобладаващата посока на ветровете е западна и от субтропичната конвергенция към полярните области. Те са предимно югозападни в Северното полукълбо и северозападни в Южното полукълбо и като цяло насочват извънтропическите циклони в източна посока.
Ветровете са по-силни през зимата, когато налягането в полярните области е най-ниско, и по-слаби през лятото, когато то се повишава. Те са особено интензивни в Южното полукълбо, където е по-малък делът на сушата, намаляваща скоростта на въздушния поток. Най-силни са западните ветрове в ивицата, известна като „Ревящите четиридесет“, между 40° и 50° южна ширина.
Заедно с пасатите, западните ветрове в умерените ширини водят до възникването на силни океански течения, насочени към полярните области, в западните части на океаните и в двете полукълба. Тези течения придвижват топли води от тропиците към полярните области и играят важна роля за климата по западните крайбрежия на континентите.

### Полярни области
В полярните области преобладават източни ветрове. Те са сухи и студени и духат от зоните с високо атмосферно налягане на полюсите към умерените ширини. За разлика от пасатите, тези източни ветрове са слаби и променливи. Поради малкият ъгъл на слънчевите лъчи, над полюсите се натрупва студен въздух, който се спуска към повърхността на земята, създавайки област с трайно повишено налягане и изтласквайки въздуха на повърхността в посока към екватора. Този поток се отклонява в на запад от ефекта на Кориолис.

## Местни ветрове
В области със слаби въздушни потоци преобладаващите ветрове често се дължат на местни особености.

### Крайбрежни местности
При липса на силни глобални ветрове, по крайбрежието на големи водни басейни преобладаващ вятър е бризът. Водният басейн се нагрява от слънцето на по-голяма дълбочина, отколкото земната повърхност, поради по-големия си специфичен топлинен капацитет и разпространението на топлината чрез конвекция. Той има възможност да поглъща по-голямо количество топлина от съседната суша, поради което повърхността на водата се нагрява по-бавно. С повишаването на температурата на повърхността на сушата, тя започва да нагрява въздуха над себе си. Топлият въздух има по-ниска плътност, поради което се издига нагоре. Това предизвиква придвижване на въздух от зоните над водоема към сушата, създавайки хладния дневен бриз. Силата на бриза е пропорционална на температурната разлика между сушата и водата.
През нощта сушата изстива по-бързо от водния басейн, поради по-ниския си специфичен топлинен капацитет. Това довежда до спирането на дневния бриз. Ако температурата на брега спадне под тази над водата, налягането на сушата ще бъде по-високо и ще възникне нощен бриз, чиято посока е от сушата към водата, обратна на посоката на дневния бриз.

### Планински местности
В планински местности, където релефът е неравномерен, самият той оказва значително влияние върху скоростта и посоката на вятъра. Възвишенията и долините отклоняват въздушните потоци, като увеличават триенето между атмосферата и земната повърхност. Освен това те пряко възпрепятстват преминаването на въздуха, насочвайки го в посоката на долините или успоредно на планинските склонове и увеличавайки скоростта на вятъра.
В проходите в планински вериги ветровете значително увеличават скоростта си, вследствие на уравнението на Бернули. Този ефект може да се запази и на известно разстояние извън края на прохода, предизвиквайки бурни и турбулентни ветрове в съседните равнинни зони. Подобни ветрове, характерни за съответните области, често получават различни местни названия, като бора или мистрал.
Друг ефект върху вятъра се наблюдава при преминаване на въздушните потоци над по-значителни планински масиви. При изкачването на въздушните маси по наветрения склон възникват орографски валежи, предизвикани от адиабатното охлаждане на въздуха. По подветреният склон спускащият се вятър, известен като фьон, е сух и топъл и създава валежна сянка, област с намалени валежи. В области с целогодишни преобладаващи ветрове, като пасатите, по наветрената страна на планините климатът е значително по-влажен, отколкото по подветрената им страна.

### Планинско-долинни ветрове
Планинско-долинните ветрове са с ограничен климатичен ефект. Те са периодични ветрове, като през деня духат от полето към планината, а през нощта – обратно. Най-добре проявени са през топлото полугодие, когато условията за възникване на значителни термични контрасти са по-благоприятни. Положителен ефект от тяхната проява е подобряване качеството на замърсения въздух в промишлените райони, разположени в подножието на планините.

## Вятърът и хората

### Митология и история
Като едно от обичайните природни явления, в множество култури вятърът е персонифициран като един или повече богове или като проявление на свръхестественото. Ваю е индуисткият бог на вятъра. В древногръцката митология има няколко божества на вятъра. Сред тях са Борей, Нот, Евър и Зефир, свързвани с ветровете от четирите посоки на света, и техният повелител Еол. В римската митология божествата на ветровете от четирите посоки се наричат Венти. В шинтоистката митология едно от най-старшите божества е богът на вятъра Фуджин. Според легендата той присъства на сътворението на света и освобождава ветровете от торбата си, за да го очисти от първоначалната мъгла. В скандинавската митология бог на вятъра е Ньорд, а четири джуджета персонифицират ветровете от четирите посоки на света, подобно на божествата в гръко-римската митология. При източните славяни като бог на вятъра е споменаван Стрибог.
Камикадзе (от японски: 神風, „божествен вятър“) е наименованието на два или повече тайфуна в края на 13 век, за които се смята, че предпазват Япония от нашествие на Монголската империя, унищожавайки монголския флот през 1274 и 1281 година. Протестантски вятър е наричана бурята, предотвратила нашествието на испанската Непобедима армада в Англия през 1588 година, както и благоприятните ветрове, позволили на Вилем Орански да дебаркира там през 1688 година, по време на Славната революция. По време на Египетския поход на Наполеон I през 1798 година френските войници срещат затруднения с местния вятър хамсин. Когато бурята се приближава, местните жители се укриват, а французите „не реагират, докато не става твърде късно, а след това се давят и мъчат в ослепяващите, задушаващи стени от прах“. По време на Северноафриканската кампания от Втората световна война „съюзнически и германски войски на няколко пъти са принудени да спрат в разгара на боевете, заради пясъчните бури, предизвикани от хамсина... Пясъчни зърна, въртени от вятъра, заслепяват войниците и предизвикват електрически смущения, които правят компасите безполезни.“

### Транспорт
В миналото, когато корабоплаването се извършва основно с ветроходни кораби, вятърът играе важна роля за транспорта по света. Ветроходите имат система от мачти и платна, чрез която използват енергията на вятъра за своето задвижване. Океанските пътувания по това време могат да отнемат месеци и често съществува риск да бъдат забавени, поради безветрие, или да бъдат отклонени от курса от силни бури или ветрове с нежелателна посока.
Вятърът оказва значително влияние и върху ранните въздухоплавателни средства. Аеростатите (балони, дирижабли и други), както и ранните леки самолети, се придвижват с относително малка скорост и могат да бъдат забавени или отклонени от курса си от по-силни ветрове. Съвременните самолети са значително по-мощни, но въпреки това попътните или насрещни ветрове се отразяват на тяхната скорост.
Преобладаващите посоки на вятъра са важни за излитането и кацането на самолетите и са водещ фактор при планирането на летищата. Пистите за излитане и кацане обикновено са ориентирани в посоките на преобладаващите ветрове, тъй като оптималните условия за излитане, от гледна точка на сигурността и необходимата дължина на движение по пистата, са при насрещен вятър.

### Вятърна енергия
Освен в транспорта, енергията на вятъра се използва за задвижване на различни механизми още от Древността. През 3 век пр.н.е. в Шри Ланка мусоните са използвани за захранване на пещи за добив на желязо. Има сведения от 1 век за използване на примитивна, задвижвана от вятъра, витлова система в конструкцията на орган. Първата истинска вятърна мелница е построена в Систан през 7 век. Тя има вертикална ос и правоъгълни крила. С 6 до 12 тръстикови или платнени крила, такива мелници са използвани в Близкия изток за мелене на зърно, изпомпване на вода и обработка на захарна тръстика. Мелниците с хоризонтална ос се появяват по-късно, а от края на 12 век получават широко разпространение в Северозападна Европа.
В наши дни вятърът се използва за производство на електричество. В края на 2008 година вятърните генератори по света имат обща номинална мощност от 120,8 GW. Макар че те произвеждат едва 1,5% от световното потребление на електричество, делът им нараства бързо, като се удвоява за периода 2005 – 2008 година. В някои страни делът на произвежданата от вятър електроенергия достига относително високи нива: 19% в Дания, 10% в Испания и Португалия, 7% в Германия и Ирландия (2008).

### Строителство
Вятърът е едно от въздействията, за които се изчисляват повечето строителни конструкции. За определени групи от тях (високи и стройни сгради и съоръжения, леки едноетажни сгради), както и за много елементи на външното ограждане, той е едно от най-важните натоварвания. Повечето строителни норми, включително българските, използват като основа за изчисленията базово натоварване от вятър. То се изчислява въз основа на скоростта на вятъра на височина 10 m над терена:
{\displaystyle w={\rho  \over 2}\cdot v^{2}\approx 0.6125kg/m^{3}\cdot v^{2}}, където:
- {\displaystyle \rho }: плътност на въздуха
- {\displaystyle v}: скорост на вятъра